# Stephen J. Bartowski
Stephen J. Bartowski est un personnage de fiction de la série télévisée américaine Chuck. Il est interprété par Scott Bakula, connu pour ses rôles du Dr Sam Beckett dans Code Quantum, de Jonathan Archer dans Star Trek : Enterprise et de Dwayne Pride dans NCIS : Nouvelle-Orléans

## Biographie
Stephen Bartowski est un génie en informatique et a créé sur ordinateur des logiciels spéciaux, assisté de Ted Roark, que Stephen accusera plus tard d'avoir volé toutes ses meilleures idées (Dont les écrans tactile , les télévisions à LED ) . Lors de la fin de son association avec Ted Roark, il est allé travailler pour le gouvernement. Il a effectué des travaux avec le Dr Jonah Zarnow et Howard Busgang sur la base de données informatique de l’Intersecret, où il était à la tête du projet sous le nom de code Orion.
Un jour, il a appris que le gouvernement avait l'intention d'utiliser l’Intersecret et il savait aussi que par conséquent d'autres le voudraient aussi. Stephen a donc décidé de partir et de continuer à s'absenter loin de sa famille pour les protéger mais seulement après avoir construit le Cypher, qui n'avait absolument pas les mêmes propriétés informatiques que le véritable l’Intersecret. Il effaça alors tous ses dossiers personnels et a disparu.
Depuis, il a été la cible d'une chasse à l'homme importante par le NSA. La chasse à l'homme a duré plus de cinq ans, et le général Beckman prétend avoir une armée d'analystes et d'espions pourchassant Orion .
Par la suite, seul son nom de code circulait lors de cette chasse à l'homme. Stephen a été recherché aussi bien par le gouvernement que par le Fulcrum. L'organisation a engagé Vincent pour le retrouver. Stephen a donc du feindre sa mort à plusieurs occasions. Maîtrisant les systèmes informatiques, cela lui a permis de toujours avoir une longueur d'avance face à ses poursuivants, au point que la NSA a publié une directive disant que toutes recherches se rapportant à la chasse d'Orion devaient se faire non-électroniquement.
Dans l'épisode 22 de la saison 2, Chuck apprend que Stephen avait demandé à Bryce Larkin (Matthew Bomer) de le surveiller et de le protéger à Stanford. Il lui a aussi demandé de le tenir à distance du projet de l’Intersecret. Cependant, Bryce étant devenu proche de Chuck, a pu remarquer les capacités de celui-ci et c'est ce qui a joué un rôle dans sa décision lorsqu'il lui a envoyé l’Intersecret .
Puis, une fois que la deuxième version de l’Intersecret est récupérée par la CIA, Stephen le reprogramme avec de nouvelles capacités physiques pour que Chuck et lui-même en soient débarrassés afin d'être en paix.

### Vie de famille
Lors des épisodes de la série, peu d'éléments sont apparus sur la vie de famille de Stephen Bartowski. Sa femme, Mary Elizabeth Bartowski (Linda Hamilton), l'aurait quitté quand Chuck était dans sa cinquième année de scolarité et bien qu'il ait aimé ses enfants, Chuck le décrit comme jamais vraiment là.
Il a ensuite quitté ses enfants environ dix ans auparavant, après leur avoir promis de leur faire des beignets pour le goûter.
Chuck a alors recherché leur père par tous les moyens possibles mais à chaque fois il se retrouve avec des informations le menant nulle part et Ellie finit par laisser tomber l'espoir de le revoir un jour.
Puis, à la demande de Chuck, Sarah fait une recherche dans la base de données de la CIA sans autorisation sur Stephen, ce qui lui permet avec succès de le localiser, après les efforts ratés de Chuck. Dans l' épisode 19 de la saison 2, Chuck et Sarah partent le rencontrer dans sa caravane et bien qu'au départ réticent, Stephen accepte de l'accompagner à la maison. Si Chuck est heureux de revoir son père, la rencontre avec sa fille va moins bien se passer. Ellie est très émue et touchée de revoir son père après toutes ses années d'absences, mais l'émotion prenant le dessus est la rancune.
Plus tard, Stephen explique son départ et son refus volontaire de ne pas donner de nouvelles pour les protéger (Chuck et sa sœur, Ellie) ainsi que de l’Intersecret qu'il a conçu.
Il révélerait aussi avoir testé sur lui l’Intersecret et en posséder une version plus ancienne sur lui-même ( Saison 2 Episode 22 ) .

## Aspects du personnage dans la série
Stephen Bartowski devient d'abord une partie importante de l'intrique sur plusieurs épisodes, quand Chuck promet à Ellie qu'il recherchera leur père afin qu'il puisse l'accompagner jusqu'à l'autel lors de son mariage.
Le personnage de Stephen apparaît d'abord (avec le nom de code d'Orion) dans Protocole d'urgence. L'agent du Fulcrum, Vincent, le piste à Hong Kong, mais Stephen le tue presque avec l'UAV armé d'un Prédateur MQ-1.
Ensuite, Chuck attire l'attention de son père quand il commence, lui-même, une recherche sur les informations d'Orion après être alerté par Howard Busgang qu'Orion pourrait l'aider à enlever l’Intersecret de sa mémoire. Stephen essaye d'arranger une rencontre avec Chuck, mais l'intervention de Beckman permet à Vincent de le localiser et lui tendre une embuscade. Stephen s'enfuit en feignant (à nouveau) sa mort en dirigeant sa bombe pour abattre l'hélicoptère, Chuck croit à ce moment précis qu'il est à bord. Avant cet incident, Stephen a pu croiser son fils pour l'aider en le guidant dans sa quête personnelle, enlever l’Intersecret de son cerveau. Puis, il lui conseille aussi de ne pas se fier à Casey et Sarah avec les renseignements qu'ils lui donnent.
Par la suite, Stephen est très affecté d'apprendre que Chuck a accepté un emploi avec son rival, Ted Roark. Stephen explique à Chuck que s'il a bien voulu travailler avec lui, c'est parce que le gouvernement lui a imposé comme collaborateur sur le nouveau système d'exploitation informatique (l’Intersecret) et que celui-ci lui volé ses projets.
Stephen communique à Chuck les schémas de l'enceinte du bureau de Ted Roark et celui-ci infiltre le bâtiment tout seul après que Casey et Sarah refusent de croire son argument, que Roark avait construit l’Intersecret et pouvait l'aider à lui enlever. Stephen profite de l'occasion et va aux bureaux lui-même sous couvert pour demander à Roark de ne pas retirer l’Intersecret à Chuck. Là, Roark révèle la vérité de son histoire à Chuck et essaie de l'aider à enlever l’Intersecret.
Stephen arrive pour empêcher le retrait de l’Intersecret mais Vincent et une équipe de commandos débarquent en embuscade. Stephen persuade tout de même Roark de libérer Chuck s'il accepte de l'aider à finir l’Intersecret mais Roark est tué. Lorsque Sarah et Casey, qui les avait suivis et qu'ils emmènent Chuck en sécurité, pendant que Stephen se faisait enlever, il reconnaît qu'il s'est trompé quand il a dit à Chuck de ne pas se fier à eux.
En rentrant, Chuck ne put se résoudre à expliquer la vérité à Ellie et préfère lui dire qu'il les avait abandonner de nouveau.
Chuck, déterminé à retrouver son père et à le sauver, contacte Jill, qui l'a finalement aidé à trouver l'endroit où il était retenu prisonnier. Puis, Sarah et Chuck partent alors en mission sans autorisation afin de le sauver, avec Casey qui devait les poursuivre. Finalement, Chuck, Sarah et Casey le sauvent après qu'il a construit l’Intersecret sous forme de Cube pour le Fulcrum. Cependant, il a eu l'idée de l'encoder avec des images pouvant effacer l’Intersecret inscrit dans l'esprit de Chuck plutôt que de l'encoder avec des images destinés à intégrer les esprits d'agents du Fulcrum.
Chuck réussit finalement à le faire venir au dîner de répétition pour le mariage d'Ellie, en expliquant qu'il a reçu son présent de mariage en retard.
Dans l'épisode 22 de la saison 2, Stephen a aidé Bryce, Sarah et Chuck à stopper Roark, contrarié par ses plans gâchés et essaient de tuer Ellie. Stephen a aussi accepté de (re)donner le Cube à Bryce parce qu'il savait qu'il pouvait se fier à lui. Quand Chuck était déterminé à aller aider Sarah à protéger le Cube, il lui a donné son ordinateur de poignet.

## Personnalité
Lors de sa première apparition, Stephen est présenté comme quelqu'un de désordonné, ayant les cheveux ébouriffés, paranoïaque et excentrique. Chuck et Ellie le considèrent un peu comme un fou, quand il leur explique avoir joué un rôle dans le développement de l'écran de télévision plasma et d'autres technologies, que lui aurait volé Ted Roark (plus tard, les événements indiquent la véracité de ses propos). Lorsqu'il rencontre Devon Woodcomb, il se rend compte qu'il rend Ellie heureuse et se réjouit de leurs préparatifs de mariage. Il le prend alors à part et le rassure sur l'avenir en lui confiant que pour être un bon mari et un bon père, il lui suffit de ne pas reproduire ce qu'il a lui-même fait à ses enfants. Chuck se rend compte en discutant avec Stephen, que les conseils d'un père lui ont manqué ces dix dernières années.
Au cours de ses apparitions, il est possible de s'apercevoir que Stephen est un informaticien d'exception et qu'il est doté d'un sens de l'humour similaire à celui de son fils. Après avoir révélé sa vraie identité à Chuck, il s'avère être un atout dans la lutte contre le Fulcrum, en prenant par exemple le contrôle des portes de sécurité, maîtrisant ainsi Vincent quand le Fulcrum essaye de les capturer dans le bâtiment de Roark. Il considère l’Intersecret comme « sa plus belle création », après ses deux enfants. Il a aussi suggéré à Chuck qu'il pourrait-être encore meilleur ingénieur qu'il ne l'était.
Bien que Stephen les a abandonné, il aime profondément ses enfants et les a quitté dans l'unique but de les protéger de ceux qui en ont après l’Intersecret.
Dans l'épisode 22 de la deuxième saison, il trouve enfin l'occasion de se venger de Roark en le stoppant lorsque celui-ci tente d'échapper à Casey et l'équipe de forces spéciales. Stephen remarque qu'il a attendu vingt ans pour le faire. Plus tard, comme Chuck, il révèle qu'il a lui aussi l’Intersecret

## Commentaires
- Scott Bakula a été annoncé pour jouer le rôle de Stephen Bartowski en janvier 2009[4]. En plus de sa ressemblance à Zachary Levi, Scott Bakula a été choisi comme Stephen Bartowski parce que Josh Schwartz et Chris Fedak, créateur de la série, le considèrent l'acteur ayant la capacité de sauter de la comédie au drame, à l'action[5].
- La performance de Scott Bakula a été extraordinairement positive. Il a été remarqué pour sa performance excentrique et légèrement idiote et a été noté comme étant le choix idéal[6].
- Le 8 janvier 2010, Michael Ausiello a déclaré que : « Scott Bakula reviendra pour les six épisodes finaux de la troisième saison », que Schwartz a appelée : « la plus grande chose que nous n'avions jamais fait sur la série »[7].